# Plavni (Rusia)
Plavni (del ruso: Плавни) es un jútor del raión de Krymsk del krai de Krasnodar, en Rusia. Está situado a los pies de las estribaciones septentrionales del Cáucaso occidental, en las inmediaciones del delta del Kubán, 17 km al norte de Krymsk y 79 km al oeste de Krasnodar. Tenía 105 habitantes en 2010
Pertenece al municipio Yúzhnoye.